# Dritter Sachstandsbericht des IPCC

Logo des IPCC

Der Dritte Sachstandsbericht des IPCC (englisch: Third Assessment Report TAR) fasste im Jahr 2001 die damals vorliegenden Erkenntnisse zur globalen Erwärmung zusammen. Er wurde vom Intergovernmental Panel on Climate Change herausgegeben, einer Institution der Vereinten Nationen, die Klimaänderungen, deren Folgen und mögliche Risiken sowie Strategien zur Vermeidung und Anpassung an Klimawandel aus wissenschaftlicher Sicht bewertet. 
Er wurde 2007 durch den Vierten Sachstandsbericht abgelöst, der die Kernaussagen des dritten bestätigte und bis zum darauffolgenden IPCC-Bericht als Grundlage für die Diskussion um den Klimaschutz diente.

## Veröffentlichung
Der Sachstandsbericht wurde in vier Teilen veröffentlicht. Die drei wissenschaftlichen Hauptwerke wurden im ersten Quartal 2001 fertiggestellt und präsentiert. Die besonders intensiv abgestimmte Zusammenfassung wurde auf der IPCC-Vollversammlung vom 24. bis zum 29. September 2001 sowohl von den beteiligten Wissenschaftlern als auch von den Vertretern der Unterzeichnerstaaten der Klimarahmenkonvention bestätigt und am 1. Oktober 2001 veröffentlicht. Insgesamt waren mehr als 600 Klimaforscher als Autoren am Bericht beteiligt, zudem wurde er von rund 400 Reviewern begutachtet.

## Inhalte
Der Bericht enthält keine eigenen Forschungsergebnisse, sondern er fasst eine Vielzahl von wissenschaftlichen Veröffentlichungen, die jede für sich bereits diskutiert und geprüft (Peer-Review) sind, zusammen.

### Klimaentwicklung im 20. Jahrhundert und deren Folgen
Die Konzentrationen an Kohlenstoffdioxid, Methan, Lachgas, Halogenkohlenwasserstoffen und Schwefelhexafluorid in der Erdatmosphäre haben eindeutig zugenommen. Dies führt zu einer messbar erhöhten atmosphärische Gegenstrahlung und damit zur Erwärmung. Es gibt klare Hinweise („strong evidence“) darauf, dass dies auf menschliches Handeln zurückzuführen ist.
Der Sachstandsbericht stellt fest, dass sich die globale Durchschnittstemperatur im Laufe des 20. Jahrhunderts um etwa 0,6 K 
erhöht hat. Die 1990er Jahre waren das wärmste Jahrzehnt und 1998 das wärmste Jahr seit Beginn der systematischen Temperaturmessungen auf der Südhalbkugel 1861. Der Niederschlag hat weltweit insgesamt zugenommen, die Zahl der Frosttage und die Größe der Eisflächen sind auf allen Kontinenten zurückgegangen. Flüsse und Seen der Nordhalbkugel sind im Schnitt zwei Wochen weniger mit Eis bedeckt als Anfang des Jahrhunderts, Schnee- und Eisflächen sind seit 1960 um 10 Prozent zurückgegangen. 
Die Erwärmung und ihre Folgen sind nicht allein auf bekannte natürliche Ursachen zurückzuführen, lassen sich aber mit natürlichen und den menschlichen Einflüssen zusammen gut erklären.

### Szenarien für die Entwicklung im 21. Jahrhundert
Für das 21. Jahrhundert werden vier Hauptszenarien entworfen. In den A-Szenarien steht die wirtschaftliche Entwicklung mit maximalen monetären Wohlstand im Vordergrund, in den B-Szenarien wird eine ökologischere Ausrichtung unterstellt. Die Varianten 1 nehmen dazu an, dass die Welt wirtschaftlich und politisch geeint ist und insbesondere effiziente Technologien weltweit zur Verfügung stehen; in den 2er-Szenarien wird eine regional getrennte Entwicklung vorausgesetzt. Das A1-Szenario wird noch in Varianten mit unterschiedlichen zur Verfügung stehenden Energieträgern aufgeteilt. Für alle Kombinationen werden die wahrscheinlichen Emissionen angenommen und die möglichen Folgen, insbesondere die Kohlenstoffdioxidkonzentrationen und die Temperaturentwicklung modelliert. Je nach Annahmen ergibt sich für die Zeit bis 2100 ein Temperaturanstieg zwischen 1,4 °C (B1-Szenario) und 5,8 °C (A1 mit längstmöglichem Festhalten an fossilen Energieträgern) gegenüber 1990. Dabei erwärmen sich die Landflächen stärker und schneller als die Ozeane. Die Erwärmung wird sich auch bei beendeter Treibhausgasemission noch mehrere Jahrhunderte weiter erhöhen, bis sich Landflächen und Ozeane durchgängig erwärmt haben.
Ausgehend von diesen Temperaturänderungen werden die wahrscheinlichen und möglichen Folgen wie Wetterextreme, Meeresspiegelanstieg und die wirtschaftlichen Risiken betrachtet.
Der Meeresspiegel wird im 21. Jahrhundert zwischen 9 und 88 cm steigen und diesen Anstieg noch Jahrhunderte, möglicherweise Jahrtausende, in Folge fortsetzen.
Spitzen- und Tiefsttemperaturen werden auf fast allen Landflächen steigen. Der Niederschlag nimmt weiter zu, jedoch werden auch trockenere Sommer wahrscheinlich.
Die Biodiversität wird sich verändern und es werden zusätzliche Arten aussterben, konkretere Aussagen sind aber unsicher.
Die Lebensmittelproduktion kann regional steigen, wird aber bei erheblichen Änderungen global deutlich sinken. 
Die Folgen für die Weltwirtschaft insgesamt sind eher negativ, aber nicht sicher zu beurteilen ("low confidence"), Entwicklungsländer werden relativ zu ihren Möglichkeiten deutlich stärker betroffen als Industriestaaten.

### Handlungsoptionen
Die unerwünschten Folgen können durchweg verzögert und teilweise vermieden werden, wenn der Ausstoß von Treibhausgasen gesenkt wird. 
Zusätzlich müssen sich die Menschen an die bereits ausgelöste und nicht mehr vollständig aufzuhaltende Erwärmung anpassen.
Obwohl sowohl die Vermeidungskosten als auch die Höhe der noch vermeidbaren Schäden unsicher sind, ist absehbar, dass die Vermeidung von Emissionen wirtschaftlich die lohnendere Entscheidung ist.

## Kritik
Von Klimawandelleugnern und -skeptikern wurde der Bericht stark kritisiert. Kritiker wie der Mitautor und Meteorologe Richard Lindzen sahen Unsicherheiten und weiteren Forschungsbedarf bei einer Reihe von Punkten, die vorhandenen Klimamodelle seien nicht ausreichend, um die Ergebnisse als sicher zu betrachten.

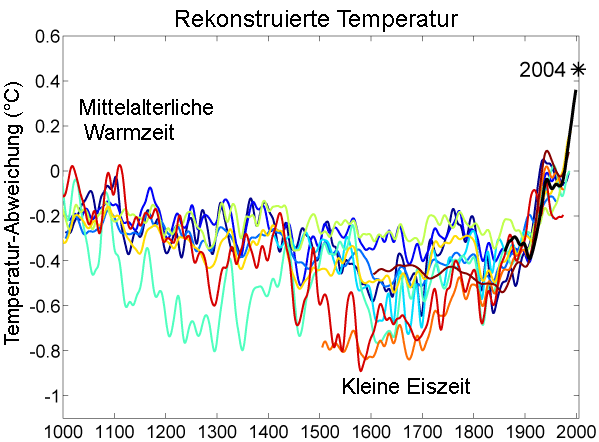
Verschiedene Rekonstruktionen der globalen Durchschnittstemperatur des letzten Jahrtausends, darunter in blau die Hockeyschläger-Arbeit

Ein Großteil der Kritik richtete sich auf eine Rekonstruktion der Temperaturen in den letzten Jahrhunderten, die wegen ihres im späten 19. Jahrhundert nach oben abknickenden Verlaufes „Hockeyschläger-Diagramm“ genannt wird. Ein Kritikpunkt war hierbei, ob es während der mittelalterlichen Warmzeit wärmer oder kälter als in den 1990er Jahren war und ob sich demnach die Menschheit noch innerhalb eines „natürlichen“ Temperaturbereiches befinde. In späteren Untersuchungen und Studien konnten die wichtigsten Kritikpunkte am Hockeyschläger-Diagramm widerlegt werden, auch wenn Temperaturrekonstruktionen für die Zeit vor 1600 mit Unsicherheiten verbunden bleiben. Bis 2013 erschienen 12 weitere historische Temperaturrekonstruktionen, die allesamt das Hockeyschläger-Diagramm grundsätzlich bestätigten. Michael E. Mann als Hauptautor der Grafik wird von Klimaleugnern bis heute wegen der Grafik angefeindet und musste zahlreiche Angriffe auf seine Forschungen und seine Glaubwürdigkeit ertragen. Unter anderem hielt der Abgeordnete im Repräsentantenhaus, Joe Barton, 2005 eine Anhörung im Repräsentantenhaus ab, die das Ziel hatte, das Hockeyschläger-Diagramm zu widerlegen und damit den IPCC zu diskreditieren.